# Hegelei
Hegelei ist ein von Arthur Schopenhauer geprägter polemischer Ausdruck für unverständliche, mystifizierende Sprache, die den Eindruck von gedanklicher Tiefe, Komplexität und Wichtigkeit erzeugen soll, tatsächlich aber weitgehend inhaltsleer ist, damit auch wenn dann nur minimalen, meist überhaupt keinen Erkenntnisgewinn ermöglicht und oft sogar im Gegenteil zu gedanklicher und begrifflicher Verwirrung führt. Nach Schopenhauers Auffassung ist die Philosophie Hegels und seiner Nachfolger, der sogenannten Hegelianer, durch ebendiese Eigenschaften gekennzeichnet. Schopenhauer bezeichnete sie auch als „Philosophasterei“ oder „Windbeutelei und Scharlatanerie“. Insbesondere kritisierte er die hegelsche Dialektik.
Schopenhauer, der seine Vorlesungen zeitlich parallel zu denen Hegels ansetzte, belegte ihn mit Ausdrücken wie etwa „erbärmlicher Patron“ oder „geistloser, unwissender, Unsinn schmierender [...] Philosophast“, was er damit rechtfertigte, dass er nicht „mit Achtung von Leuten spreche, welche die Philosophie in Verachtung gebracht haben“. Ein Grund dieser tiefen Abneigung war Schopenhauers Ansicht, dass Hegel „die Köpfe durch beispiellos hohlen Wortkram von Grund aus und immer“ desorganisiere sowie dass an dem Unsinn, den dieser als Philosophie ausgebe, die deutsche Philosophie noch immer leide und daher ebenso Unsinn produziere.
Ebenso wurde der Ausdruck von Friedrich Nietzsche, Friedrich Engels (vgl. Dialektische Grundgesetze) und anderen verwendet.
Karl Löwith bemerkte zu Nietzsches Verhältnis zum Hegelianismus, Nietzsche schätzte Hegel trotz aller Kritik am historischen Sinn, nicht zuletzt aufgrund einer mangelnden historischen Bildung Schopenhauers im Gegensatz zu Hegel. Schopenhauer habe durch seine „unintelligente Wut auf Hegel“ es dazu gebracht „die ganze letzte Generation von Deutschen aus dem Zusammenhang mit der deutschen Kultur herauszubrechen“. Der historische Sinn wurde zur Zeit Schopenhauers im Wesentlichen von Kuno Fischer geprägt. Mit Bezug auf dessen Geschichte der neueren Philosophie bemerkte Schopenhauer: „Von der Hegelei unheilbar verdorben konstruiert er die Geschichte der Philosophie nach seinen apriorischen Schablonen [...].“ So verrückt mache die Hegelei, d. h. der dialektisch formierte historische Sinn.
Engels sagte in seiner Dialektik der Natur: „Mit der Hegelei warf man auch die Dialektik über Bord – grade im Augenblick, wo der dialektische Charakter der Naturvorgänge sich unwiderstehlich aufzwang, wo also nur die Dialektik der Naturwissenschaft über den theoretischen Berg helfen konnte - und verfiel damit wieder hülflos der alten Metaphysik.“
Geteilt oder noch radikalisiert wurde Schopenhauers Einschätzung Hegels u. a. von den logischen Empiristen des Wiener Kreises sowie von Karl Popper. Dem letzteren zufolge hat Hegels „Jargon“ in der deutschen Philosophie und Kultur erheblichen Schaden angerichtet und zuerst intellektuelle, dann auch moralische Verantwortungslosigkeit nach sich gezogen.
Andere Philosophen und Theoretiker, denen verschiedentlich ausgeprägte „Hegelei“ attestiert und vorgeworfen wurde, waren zum Beispiel Martin Heidegger, Theodor Adorno, Jürgen Habermas und Michel Foucault, insbesondere aber die an den letzteren anknüpfenden französischen Poststrukturalisten und Postmodernisten.